# Diane Souvaine

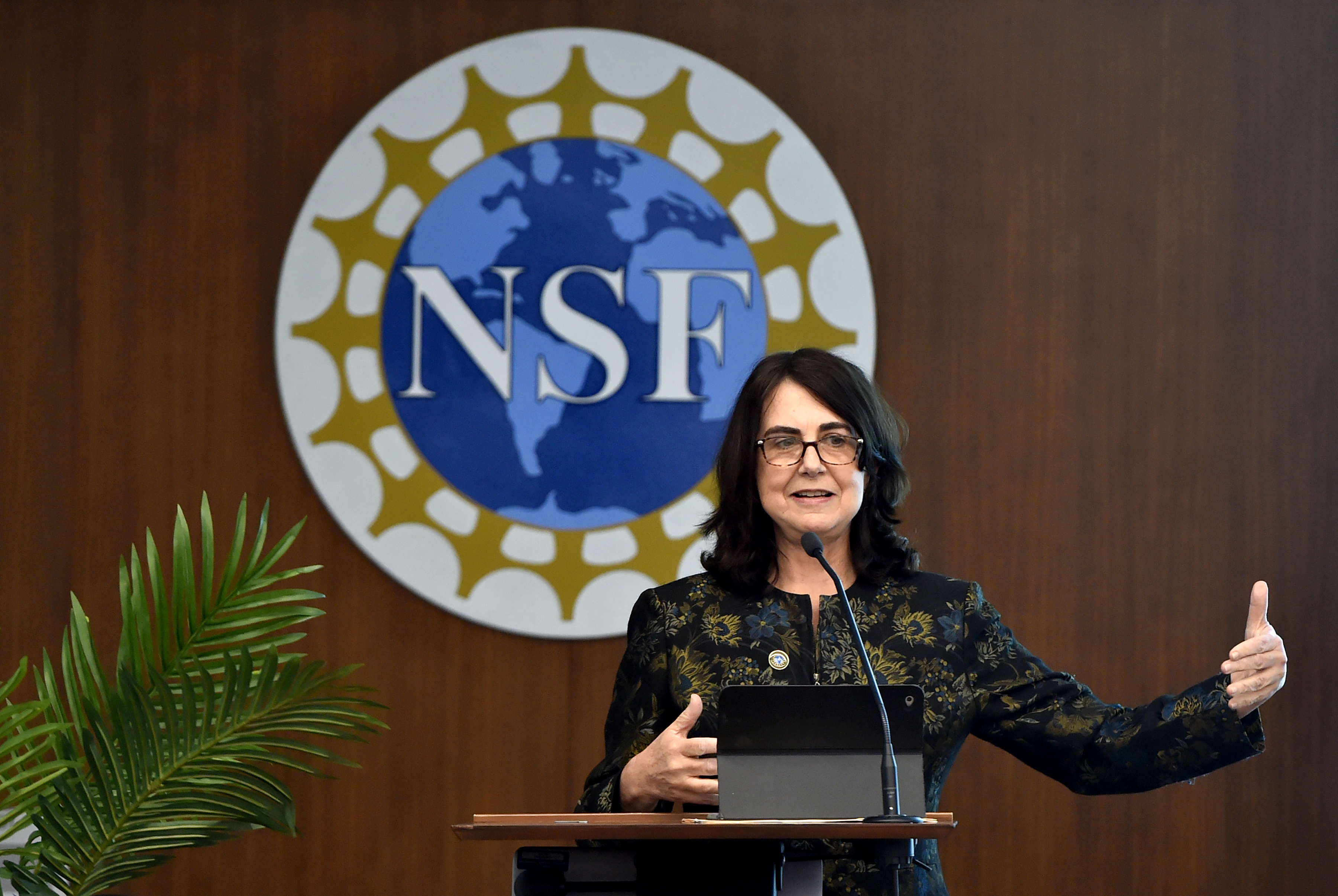
Diane Souvaine spricht auf dem US National Science Foundation 7th Anniversary Symposium, 6. Februar 2020

 Diane L. Souvaine (* 1954) ist eine US-amerikanische Mathematikerin, Informatikerin und Hochschullehrerin. Sie ist Professorin für Informatik und außerordentliche Professorin für Mathematik und seit 1998 Mitglied der Fakultät der Tufts University.

## Leben und Werk
Souvaine studierte an der Harvard University, wo sie einen Bachelor-Abschluss in englischer und amerikanischer Sprache und Literatur erhielt und am Dartmouth College einen weiteren Bachelor-Abschluss in Mathematik. Anschließend studierte sie an der Princeton University, wo sie einen M.S.E. in Electrical Engineering and Computer Science und einen Master of Arts in Computerscience erhielt. Sie promovierte dort 1986 bei David Paul Dobkin mit der Dissertation: Computational Geometry in a Curved World.
Souvaine war von 1986 bis 1998 Fakultätsmitglied an der Rutgers University. Von 1992 bis 1994 war sie amtierende Direktorin des Zentrums für Diskrete Mathematik und Theoretische Informatik (DIMACS) an der Tufts University. Sie war dort von 1998 bis 1999 Associate Professor und wurde 1999 Professor of Computer Science. Von 2002 bis 2005 war sie Lehrstuhlinhaberin für Informatik an der Tufts University. Seit 2002 ist sie Adjunct Professor of Mathematics, seit 2018 Director of Graduate Studies im Department of Computer Science, sowie Director of the Post-Baccalaureate Program in Computer Science.
Im Jahr 2008 ernannte Präsident George W. Bush Souvaine zum Mitglied des National Science Board, einem 24-köpfigen Gremium, das die National Science Foundation leitet und die Regierung der Vereinigten Staaten in Fragen der Wissenschaftspolitik berät.  Präsident Barack Obama berief sie 2014 erneut in den Vorstand. Am 6. Mai 2016 wurde sie zur stellvertretenden Vorsitzenden und von 2018 bis 2020 wurde sie zur Vorsitzenden gewählt. 2011 bzw. 2016 wurde sie zum Fellow der Association for Computing Machinery (ACM) und der American Association for the Advancement of Science (AAAS). Sie ist Mitglied des Kuratoriums des Computer History Museum und von TERC.
Sie forscht im Bereich Computergeometrie, einem Gebiet, das sich mit dem Entwurf und der Analyse von Algorithmen zur Lösung geometrischer Probleme befasst. Anwendungen finden sich in Bereichen wie VLSI-Design (Very-Large-Scale-Integration), Computergrafik, Robotik, computergestütztes Design, Mustererkennung und Statistik.

## Veröffentlichungen (Auswahl)
- mit Gill Barequet, Sarah M. Cannon, Eli Fox-Epstein, Benjamin Hescott, Csaba D. Tóth und Andrew Winslow: Diffuse reflection diameter in simple polygons. Discrete Applied Mathematics 210, 2016, S. 123–132.
- mit Eyal Ackerman, Michelle M. Allen, Gill Barequet, Maarten Lóffler, Joshua Mermelstein und Csaba D. Tóth: The Flip Diameter of Rectangulations and Convex Subdivisions. iscrete Mathematics & Theoretical Computer Science (DMTCS), 18, 3, 2016, S. 1–17.
- mit Greg Aloupis, Luis Barba, Jean-Lou De Careful, Stefan Langerman: Isoperimetric Enclosures. Graphs and Combinatorics, 31, 2015, S. 361–392.

## Auszeichnungen (Auswahl)

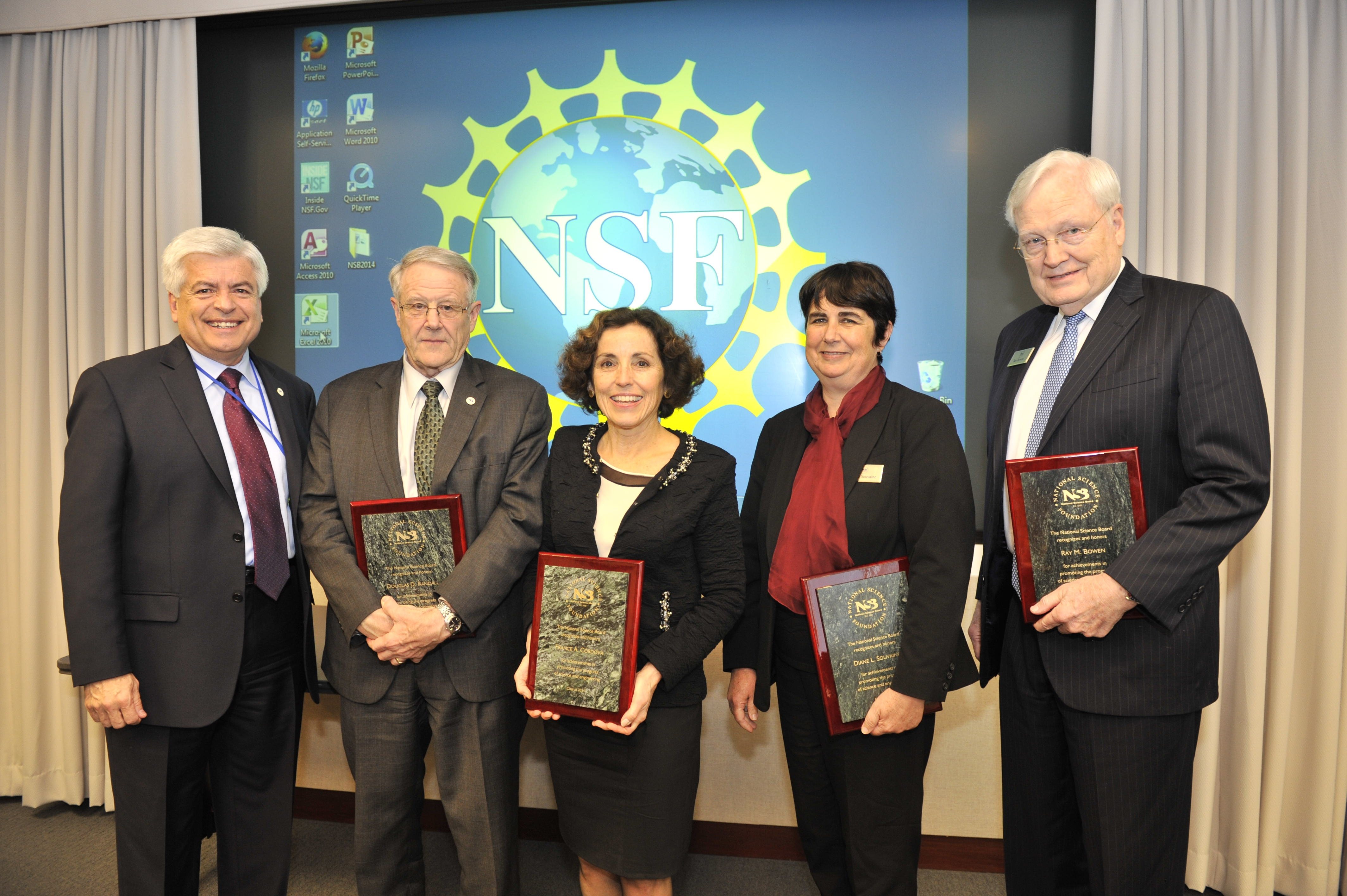
Bei der Sitzung des National Science Board im Mai 2014 ehrte der Vorstandsvorsitzende Dan Arvizu die Mitglieder der Klasse 2014 für ihren Dienst. Auf dem Bild sind von links nach rechts zu sehen: Arvizu, Douglas Randall, France Córdova, Diane Souvaine und Ray Bowen

- 1989, 1991, 1992, 1993, 1997: Merit Awards der Rutgers University
- 2008: Lillian and Joseph Leibner Award for Outstanding Teaching and Mentoring, Tufts University
- 2016: Fellow der American Association for the Advancement of Science
- 2020: Fellow der Association for Women in Mathematics